# Puerta de Goya

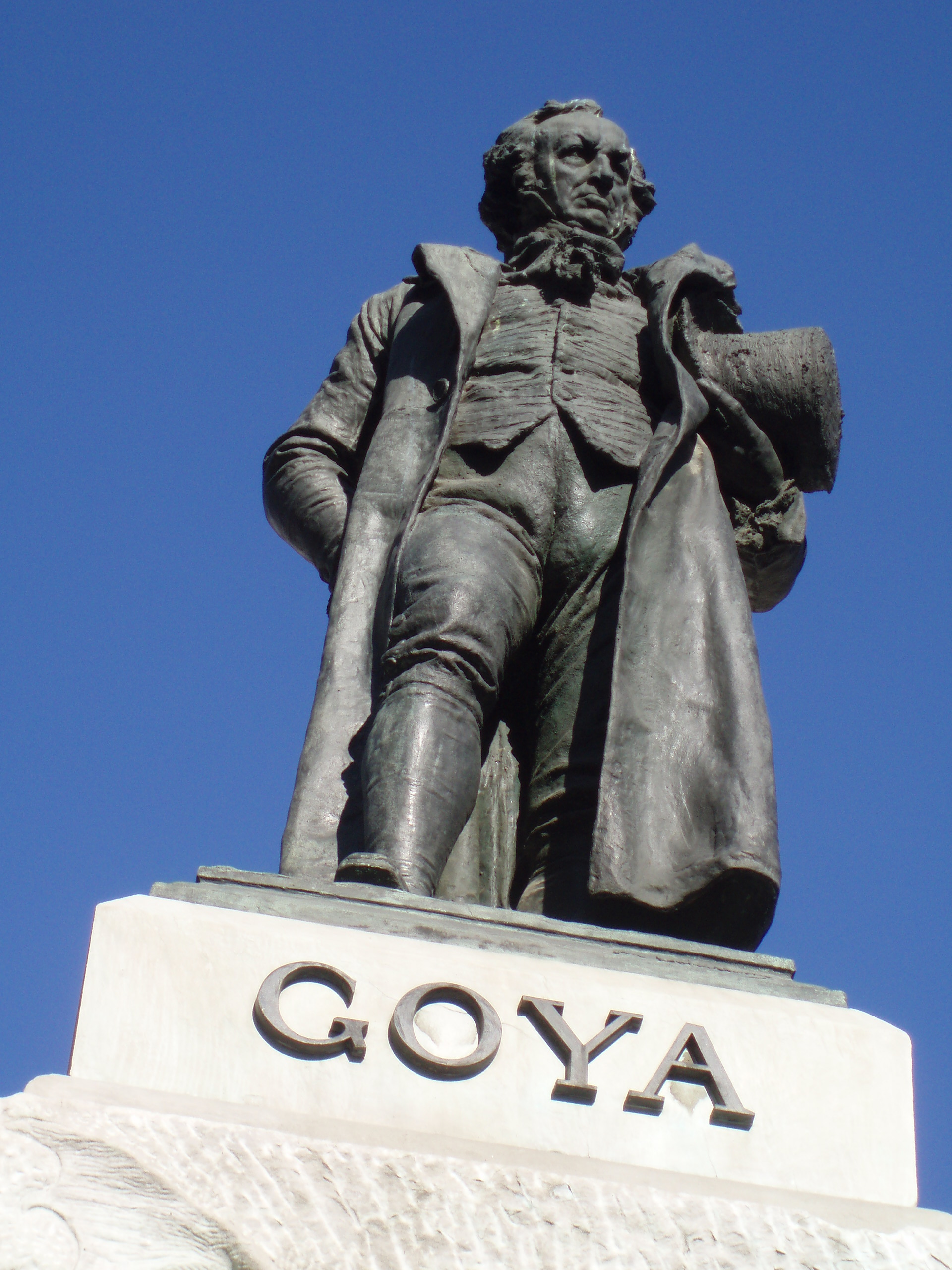
Monumento a Goya en el Prado.

La puerta de Goya del Museo del Prado corresponde a la segunda planta del Prado, ya que la primera queda en desnivel por indicaciones de Villanueva en el siglo XVIII. A partir de 2007, con las reformas hechas a la puerta de Velázquez, a la puerta de Goya se le han añadido ascensores para conducir a los visitantes. En ella se pueden comprar las entradas para el Museo y las exposiciones temporales. También se encuentra una estatua de Goya contemporánea a la de Velázquez, construida por Mariano Benlliure hecha con cobre y mármol. Tiene también una leyenda que reza «1746-1828-1902», haciendo clara alusión a las fechas de nacimiento y muerte del aragonés, así como la inauguración de la estatua. Ésta fue llevada a cabo por Alfonso XIII, en uno de sus primeros actos tras su mayoría de edad.
Como marco de las remodelaciones que Rafael Moneo realizó, se hicieron cambios sustanciales a la estructura de la planta. Así, el sistema basilical imperante hasta entonces tuvo ligeras modificaciones que permitieron mayor acceso a los visitantes. También se abrió un pequeño portón para el fluir de turistas durante los meses del verano, que ha sido usado también para las exposiciones y la presentación de nuevos cuadros.